# مونت‌بلو (کالیفرنیا)
مونت‌بلو (به انگلیسی: Montebello) شهری در شهرستان لس‌آنجلس، کالیفرنیا ایالت کالیفرنیا است که در سرشماری سال ۲۰۱۰ میلادی، ۶۲۵۰۰ نفر جمعیت داشته است.